# Cate Le Bon
Cate Le Bon, vlastním jménem Cate Timothy (* 4. března 1983) je velšská zpěvačka, kytaristka a hudební producentka.
Narodila se ve vesnici Penboyr v hrabství Carmarthenshire. Své první album v podobě EP Edrych yn Llygaid Ceffyl Benthyg vydala v roce 2008. Obsahuje písně nazpívané ve velském jazyce. Následujícího roku vydala své první dlouhohrající album nazvané Me Oh My (album je nazpívané v angličtině). Později vydala několik dalších alb. Roku 2013 zpívala v písni „4 Lonely Roads“ z alba Rewind the Film velšské rockové skupiny Manic Street Preachers. Rovněž zpívala doprovodné vokály v „Let's Go to War“ z jejího následujícího alba Futurology. Rovněž zpívala v písni „Slow Train“ z alba Harlem River amerického hudebníka Kevina Morbyho.
Roku 2015 nahrála album s projektem DRINKS, ve kterém s ní hraje Tim Presley, nazvané Hermits on Holiday. V roce 2018 následovala druhá deska projektu DRINKS, nazvaná Hippo Lite. V březnu toho roku rovněž zpěvačka vystoupila jako host při dvou londýnských koncertech velšského hudebníka Johna Calea. Zpívala s ním písně „Buffalo Ballet“ a „Amsterdam“ (první koncert) a „Ship of Fools“ a „Gideon's Bible“ (druhý koncert). S Calem znovu vystupovala při trojici koncertů v Paříži v září 2019, přičemž tentokrát s ním odehrála většinu písní. Naposledy s ním hostovala při koncertu v Cardiffu v říjnu 2022, kde zazpívala písně „Gideon's Bible“ a „Ghost Story“. Cale v roce 2025 hostoval na jejím albu Michelangelo Dying.
V roce 2015 produkovala a hrála na albu In the Pink of Condition hudebníka H. Hawklina, s nímž později spolupracovala ještě na albech I Romanticize (2017) a Milk for Flowers (2022). V roce 2019 produkovala album Why Hasn't Everything Already Disappeared? americké kapely Deerhunter, roku 2021 album Boy from Michigan zpěváka Johna Granta, roku 2023 alba Cousin skupiny Wilco a Flying Wig hudebníka Devendry Banharta.

## Diskografie

### Sólová
- Me Oh My (2009)
- Cyrk (2012)
- Mug Museum (2013)
- Crab Day (2016)
- Reward (2019)
- Pompeii (2022)
- Michelangelo Dying (2025)

### Ostatní
| Rok  | Název                                      | Interpret              | Příspěvek                                                                 |
| ---- | ------------------------------------------ | ---------------------- | ------------------------------------------------------------------------- |
| 2002 | Darlun Bras                                | Alcatraz               | zpěv, kytara                                                              |
| 2006 | The Seven Sleepers Den'                    | Richard James          | doprovodné vokály                                                         |
| 2008 | Y Capel Hyfryd                             | Plant Duw              |                                                                           |
| 2008 | Stainless Style                            | Neon Neon              | doprovodné vokály                                                         |
| 2010 | We Went Riding'                            | Richard James          | zpěv                                                                      |
| 2010 | Tethered for the Storm                     | The Gentle Good        | doprovodné vokály                                                         |
| 2010 | A Cup of Salt                              | H. Hawkline            |                                                                           |
| 2011 | The Strange Uses of Ox Gall                | H. Hawkline            |                                                                           |
| 2011 | Zig Zaj                                    | Boom Bip               | zpěv                                                                      |
| 2013 | Praxis Makes Perfect                       | Neon Neon              | zpěv                                                                      |
| 2013 | Harlem River                               | Kevin Morby            | zpěv                                                                      |
| 2013 | Rewind the Film                            | Manic Street Preachers | zpěv                                                                      |
| 2014 | Futurology                                 | Manic Street Preachers | doprovodné vokály                                                         |
| 2014 | Slo Light                                  | Neil Davidge           | zpěv                                                                      |
| 2015 | Hermits on Holiday                         | Drinks                 |                                                                           |
| 2015 | In the Pink of Condition                   | H. Hawkline            | produkce, zpěv, kytara, baskytara, syntezátor, perkuse, doprovodné vokály |
| 2015 | Born in the Echoes                         | The Chemical Brothers  | zpěv                                                                      |
| 2015 | The Boombox Ballads                        | Sweet Baboo            |                                                                           |
| 2016 | Beat the Babble                            | Alex Dingley           |                                                                           |
| 2016 | 2013                                       | Meilyr Jones           | hlas                                                                      |
| 2016 | The Wink                                   | Tim Presley            | produkce, aranžmá, nástroje                                               |
| 2017 | Live                                       | Banana                 | klavír, vibrafon                                                          |
| 2017 | Meeting of Waters                          | Josiah Steinbrick      | produkce, syntezátor                                                      |
| 2017 | I Romanticize                              | H. Hawkline            |                                                                           |
| 2018 | Hippo Lite                                 | Drinks                 |                                                                           |
| 2019 | Why Hasn't Everything Already Disappeared? | Deerhunter             | produkce, cembalo, mandolína, doprovodné vokály                           |
| 2019 | Ma                                         | Devendra Banhart       | doprovodné vokály                                                         |
| 2021 | Boy from Michigan                          | John Grant             | produkce, aranžmá, kytara, baskytara, perkuse, syntezátory                |
| 2021 | Things Take Time, Take Time                | Courtney Barnett       | baskytara                                                                 |
| 2022 | Milk for Flowers                           | H. Hawkline            | produkce, aranžmá, kytara, syntezátor, perkuse                            |
| 2022 | Watch My Moves                             | Kurt Vile              | produkce, zpěv, klavír                                                    |
| 2023 | Cousin                                     | Wilco                  | produkce, baskytara, syntezátor, klavír, doprovodné vokály                |
| 2023 | Flying Wig                                 | Devendra Banhart       | produkce, syntezátor, perkuse, baskytara, kytara, klavír, zpěv            |
| 2023 | Back to Moon Beach                         | Kurt Vile              | produkce, klavír                                                          |
| 2024 | All Born Screaming                         | St. Vincent            | produkce, baskytara, doprovodné vokály                                    |
| 2024 | Hot Sun Cool Shroud                        | Wilco                  | produkce, baskytara, syntezátor                                           |
| 2025 | Phonetics On and On                        | Horsegirl              | produkce                                                                  |
| 2025 | Dim Probs                                  | Gruff Rhys             | doprovodné vokály                                                         |